# Juni 2011
| Juni 2011 |
| Månader under 2011: Januari · Februari · Mars · April · Maj · Juni · Juli · Augusti · September · Oktober · November · December ← December 2010 · Januari 2012 → |

## Händelser

### 1 juni
- Rymdfärjan Endeavour avslutar sitt sista uppdrag.[1]

### 2 juni
- Andris Bērziņš vinner presidentvalet i Lettland.[2]

### 4 juni
- Vulkanen Puyehue i Chile får ett utbrott, och lamslår flygtrafiken i Sydamerika, Nya Zeeland och Australien.[3]

### 5 juni
- Arabiska våren: Jemens president Ali Abdullah Saleh reser till Saudiarabien för behandling av en skada han fått vid attacken mot presidentpalatset. Demonstranter firar då makten övergår till vicepresident Abd al-Rab Mansur al-Hadi.[4]

### 11 juni
- En 22-årig man skjuts till döds och två andra, varav en 17-årig pojke allvarligt, skottskadas av två män på en moped i Åkersberga. Polisen misstänker att dådet var en uppgörelse inom droghandeln.

### 12 juni
- Arabiska våren: Tusentals Syrier flyr till Turkiet då syriska soldater belägrar Jisr ash-Shugur.[5]

### 13 juni
- Vid en folkomröstning i Italien röstar en majoritet nej till återuppbyggnad av kärnkraften.

### 16 juni
- ILO antar en internationell konvention om att hushållsanställda skall ges rätt till reglerade arbetsförhållanden och lön på det aktuella landets miniminivå.[6]

### 17 juni
- Centerpartiets partiledare Maud Olofsson meddelar att hon avgår vid partistämman i Åre i september 2011.[7]

### 21 juni
- Ban Ki-moon blir omvald som Förenta nationernas generalsekreterare.[8]